# Lijst van rijksmonumenten op de Zaanse Schans
Dit is een lijst van rijksmonumenten op de Zaanse Schans te Zaanstad. In dit gebied zijn houten bouwwerken te zien die vaak eeuwenlang op een andere plek in de Zaanstreek hebben gestaan. De bouwwerken moesten op de oude plek weg, vanwege uitbreidingsplannen of leegstand en zijn daarna naar het terrein verplaatst. 
De bouwwerken staan in onderstaande tabel. 
| Object | Oorspronkelijke functie?  | Bouwjaar                       | Architect        | Locatie                                             | Coördinaten?                  | Nr.?   | Afbeelding        |
| --- | ------------------------- | ------------------------------ | ---------------- | --------------------------------------------------- | ----------------------------- | ------ | ----------------- |
| Tuinkoepel | Bijgebouwen kastelen enz. | eerste kwart 18e eeuw          |                  | Kalverringdijk 1                                    | 52° 28' 18" NB, 4° 48' 55" OL | 40072  | Tuinkoepel        |
| Eenvoudig houten huis met puntgevel, gesneden voordeur | Woonhuis                  | eerste kwart 19e eeuw          |                  | Kalverringdijk 3                                    | 52° 28' 19" NB, 4° 48' 55" OL | 39920  | Meer afbeeldingen |
| Het Kruideniersmuseum, de eerste winkel van Albert Heijn | Woonhuis                  | 19e eeuw                       |                  | Kalverringdijk 5                                    | 52° 28' 19" NB, 4° 48' 55" OL | 40051  | Meer afbeeldingen |
| Groot houten huis | Woonhuis                  | tweede kwart 17e eeuw          |                  | Kalverringdijk 7                                    | 52° 28' 19" NB, 4° 48' 56" OL | 40043  | Meer afbeeldingen |
| Houten huis, afkomstig van oostzijde 8 | Woonhuis                  | 1800-1825 (voorhuis oostzijde) |                  | Kalverringdijk 9                                    | 52° 28' 20" NB, 4° 48' 56" OL | 40044  | Meer afbeeldingen |
| Houten huis | Woonhuis                  | midden 17e eeuw                |                  | Kalverringdijk 11                                   | 52° 28' 20" NB, 4° 48' 56" OL | 40045  | Meer afbeeldingen |
| Houten huis met ingezwenkt, door een fronton bekroond voorschot, dat geleed is door pilasters                                                                                       | Woonhuis                  | 1825-1850                      |                  | Kalverringdijk 13                                   | 52° 28' 20" NB, 4° 48' 56" OL | 40047  | Meer afbeeldingen |
| De Hoop Op d'Swarte Walvis, voormalig weeshuis | Sociale zorg, liefdadigh. | 1717                           |                  | Kalverringdijk 15                                   | 52° 28' 21" NB, 4° 48' 57" OL | 40046  | Meer afbeeldingen |
| Gedeeltelijk bakstenen koopmanshuis 'Van ouds het Noorderhuis'. Verplaatst in 1968/1970 naar Kalverringdijk 17                                                                      | Woonhuis                  | 1650                           |                  | Kalverringdijk 17 (Voorheen Lagedijk 240, Zaandijk) | 52° 28' 48" NB, 4° 47' 31" OL | 40125  | Meer afbeeldingen |
| Koopmanshuis D'Mol. Grotendeels houten huis in L-vorm. Brede bakstenen voorgevel met geblokte hoeklisenen en in het midden een rijk versierde ingangspartij met Ionische pilasters. | Woonhuis                  | 18e/19e eeuw                   | Samuel Daesdonck | Kalverringdijk 19                                   | 52° 28' 22" NB, 4° 48' 58" OL | 40124  | Meer afbeeldingen |
| Houten woonhuis | Woonhuis                  | ca 1630                        |                  | Kalverringdijk 21                                   | 52° 28' 22" NB, 4° 48' 59" OL | 40059  | Meer afbeeldingen |
| De Huisman | Industrie- en poldermolen | 1955                           |                  | Kalverringdijk 23                                   | 52° 28' 23" NB, 4° 48' 60" OL | 40091  | Meer afbeeldingen |
| De Gekroonde Poelenburg | Industrie- en poldermolen | 1963                           |                  | Kalverringdijk 27                                   | 52° 28' 27" NB, 4° 49' 3" OL  | 40093  | Meer afbeeldingen |
| De Kat | Industrie- en poldermolen | 1696/1783/1960                 |                  | Kalverringdijk 29                                   | 52° 28' 30" NB, 4° 49' 4" OL  | 40092  | Meer afbeeldingen |
| De Zoeker | Industrie- en poldermolen | 1676/1968                      |                  | Kalverringdijk 31                                   | 52° 28' 33" NB, 4° 49' 4" OL  | 40127  | Meer afbeeldingen |
| De Os | Industrie- en poldermolen | voor 1663                      |                  | Kalverringdijk 33                                   | 52° 28' 37" NB, 4° 48' 56" OL | 40048  | Meer afbeeldingen |
| De Bonte Hen | Industrie- en poldermolen | 1693/1975                      |                  | Ongd bij Kalverringdijk                             | 52° 28' 41" NB, 4° 48' 48" OL | 506221 | Meer afbeeldingen |
| Houten pakhuis | Opslag                    | 18e eeuw                       |                  | Kalverringdijk 40                                   | 52° 28' 55" NB, 4° 48' 54" OL | 39929  | Upload foto       |
| Houten koopmanshuis 'het Jagershuis' | Woonhuis                  | 1623                           |                  | Zeilenmakerspad 2                                   | 52° 28' 23" NB, 4° 49' 2" OL  | 40080  | Meer afbeeldingen |
| Houten woonhuis | Woonhuis                  | 1680-1700                      |                  | Zeilenmakerspad 3                                   | 52° 28' 23" NB, 4° 49' 3" OL  | 40081  | Meer afbeeldingen |
| Woonhuis, In de Gecroonde Duyvekater | Woonhuis                  | 1658                           |                  | Zeilenmakerspad 4                                   | 52° 28' 23" NB, 4° 49' 4" OL  | 40082  | Meer afbeeldingen |
| Houten huis met deurkalf 1743 (Afkomstig van Kerkstraat 5, Westzaan) | Woonhuis                  |                                |                  | Zeilenmakerspad 1                                   | 52° 28' 24" NB, 4° 49' 6" OL  | 40083  | Meer afbeeldingen |
| Voormalig werkplaats 'Haremmakerij' | Nijverheid                | 1600-1673                      |                  | Zonnewijzerspad 2                                   | 52° 28' 19" NB, 4° 48' 58" OL | 40084  | Meer afbeeldingen |
| Houten huis met links een van hoekvensters voorziene voorspringende zijvleugel | Woonhuis                  | 19e eeuw                       |                  | Zonnewijzerspad 7                                   | 52° 28' 20" NB, 4° 49' 1" OL  | 40085  | Meer afbeeldingen |
| Houten huis | Houten woonhuis           | 17e eeuw                       |                  | Zonnewijzerspad 8                                   | 52° 28' 20" NB, 4° 49' 1" OL  | 40086  | Meer afbeeldingen |